# 岡崎能士
岡崎能士（1974年—），日本男性漫畫家。出身於神奈川縣。

## 作品列表
- 爆炸頭武士（原作）
- 太空遊俠（視覺設計）
- 大搜查線（系列吉祥物設計）
- 夏日大作戰（OZ角色設計）
- X戰警 (2011年動畫)（日语：エックスメン (2011年のアニメ)）（U-MEN的裝甲設計、健夫的角色設計）
- 多羅羅（漫畫，《osamu moet moso CONCEPT BOOK 1.5（日语：osamu moet moso）》中收錄）
- RIZE（專輯封面設計）
- 鬼武者Soul（日语：鬼武者Soul）（參天製藥×卡普空原創合作武將、曲直瀨瞳的角色設計）
- 戰國大戰 -1477 破府、六十六州的碎片へ-（日语：戦国大戦）（R北條綱成的設計）
- NINJA SLAYER忍者殺手（海報設計）
- 牙狼〈GARO〉-炎之刻印-（電視動畫第23話片尾插圖）
- 忍者蝙蝠俠（人物設定）
- 聖鬥士星矢：黃道十二宮戰士（聖衣設計）
- Ghost of Tsushima（海報設計）
- MLB the show 22 (卡片設計)

## 外部連結
- 岡崎能士的X（前Twitter） （日語）